# タマガイ科
タマガイ科（タマガイか、Naticidae）は、クリガイ亜科、タマガイ亜科、トミガイ亜科、フクロガイ亜科などで構成される軟体動物の巻貝の仲間である。
この科に属する貝は三畳紀末期からジュラ紀初頭ごろに初めて発生したと考えられており、現在、世界中に260種から270種ほど生息していると推測されている。

## 分布
タマガイ科の貝は、主に熱帯地方に分布しているものの、北極海や南極海にも分布している。

## 生息環境
タマガイ科の貝は砂の基盤に生息しており、貝によって潮間帯から水深数千 mの深海までさまざまな水深にて生息している。

## 特徴
タマガイ科の貝は全て肉食性で主に巻貝や二枚貝などを捕食する事が知られており、捕食された貝殻には外側が広く、内側が狭い皿状の穴が開いていることが確認されている。
大きさは小さいものは5 mm、大きいものは約100 mmまでであり、殆どの種類の大きさは3-4cmである。特徴としてクリガイ亜科は殻が薄く、タマガは蓋が石灰質、トミガイ属は殻は厚く蓋は革質、フクロガイ属は殻質は薄く蓋は小さいか退化している。
夜行性の種類が大半で、夜に砂の中を活発に這い回る。産卵期には「砂茶碗」という茶碗をひっくり返した様な形のタマガイ科の貝の卵のうが砂浜で見つかる事がある。